# Conselho de Estado da Turquia
O Conselho de Estado da República da Turquia (em turco: Türkiye Cumhuriyeti Danıştay Başkanlığı; abreviadamente: Danıştay) é o tribunal de última instância para processos de natureza administrativa da Turquia. O seu equivalente para processos penais é o Supremo Tribunal (Yargıtay).
Em 2011 o Conselho de Estado era presidido por Hüseyin H. Karakullukcu.

## História
O Conselho de Estado é o organismo sucessor da Meclis-i Vala-i Ahkâm-ı Adliye ("Assembleia Suprema de Justiça" ou "Conselho Supremo para a Regulação Judicial"), criada na primeira metade do século XIX, no final do reinado de do sultão otomano Mamude II após o anúncio do édito imperial de Gülhane (Gülhane Hatt-ı Hümayunu – Tanzimat Fermanı) que deu origem ao período reformista do Tanzimat. Durante a Guerra da Crimeia (1853-1856) aquele organismo foi dividido em dois organismos distintos: um deles herdou o nome de Assembleia Suprema de Justiça e ficou responsável pelos assuntos judicários; o outro, o Meclisi Ali-i Tanzimat (Assembleia Suprema das Reformas), ficou responsável pela elaboração das leis reformistas (Islahat Fermanı).
Durante a crise ocorrida no último ano do reinado de Abdul Mejide I (1861), o embaixador britânico em Istambul entregou à Sublime Porta (nome dado ao governo otomano) um memorando onde eram expunha as medidas que ele julgava necessárias para a aplicação do Decreto de Reformas. Nesse memorando propunha-se a criação de uma nova assembleia cuja atribuição principal seria a vigilância da aplicação das reformas e que substituiria as duas assembleias existente e além disso seria um órgão consultivo dos poderes judiciário e executivo. A sugestão foi aceite, mas sete anos mais tarde, em 1868, a assembleia foi novamente dividida, dando origem ao Şura-yı Devlet (Conselho de Estado) e ao Supremo Tribunal de Justiça.
A partir de 1861, as reformas da Sublime Porta são muito influenciadas pela política francesa. Em 1867, a França vê-se obrigada a fazer mudanças importantes no seu sistema político — com receio das críticas enérgicas da oposição no parlamento e que a opinião pública se vire contra ele, Napoleão III liberaliza o regime francês, acabando com o autoritarismo. O embaixador francês em Istambul, M. Bourrée, amigo próximo do grão-vizir Mehmed Emin Aali (Ali Paxá), sugere a este que a administração otomana deveria ser reforçada com instituições liberais e recomenda-lhe a fundação de uma assembleia ao estilo do Conselho de Estado francês, onde os muçulmanos e cristãos sejam representados em conjunto.
Durante o mesmo período, a oposição à administração otomana, sem controle nem vigilância da Sublime Porta começou a manifestar-se no interior do império. Essa oposição era representada pelos "Jovens Otomanos" (de que os Jovens Turcos faziam parte), que chamou a atenção para as fraquezas do regime otomano, sobretudo pela publicidade que fizeram na Europa. As medidas reformistas propostas por Ziya Paxá, um dos "Jovens Otomanos", incluíam a criação de um Conselho de Estado.

Essas propostas e recomendações influenciaram o grão-vizir Ali Paxá, que durante a suas estadia em Creta se convenceu que devia ser levada a cabo uma reforma profunda das administração otomana e transmitiu esses seus pensamentos a Istambul num relatório. Nesse relatório, Ali Paxá explicou as relações entre o Estado e os seus sujeitos, pondo em relevo a história de lutas pela liberdade na Europa desde a Revolução Francesa:
| “ | A missão principal dos estados e dos governos é assegurar os direitos de todos e garantir que todos cumprem o seu dever como sujeitos da melhor forma. No nosso século, o poder e a riqueza estão nas mãos dos europeus. As novas ideias que cada vez mais se espalham todos os dias pelo mundo podem resumir-se da seguinte forma: todos têm o mesmo direito à liberdade e outros direitos; todos têm o direito de expressar as suas opiniões acerca dos interesses da sociedade a que pertencem, sem qualquer tipo de discriminação ou privilégios em função da religião ou classe social; a forma de governo deve estar em conformidade com a vontade dos governados; a admissão nos serviços públicos é baseado no mérito. Estes princípios são observados por todos os estados europeus atualmente. Os termos como "católico, protestante, judeu ou ateu" são completamente esquecidos pelo estado; todos são iguais independentemente das suas crenças religiosas e os serviços públicos são apenas para servir os interesses do estado e da comunidade. | ” |
|   | — Mehmed Emin Aali (Ali Paxá). |   |